# Lisa Origliasso
Lisa Marie Origliasso (Albany Creek, Queensland; 25 de diciembre de 1984), más conocida como Lisa Origliasso, es una cantante y actriz australiana de ascendencia italiana. Junto a su gemela Jessica Origliasso, forma parte del grupo australiano de pop rock The Veronicas.

## Biografía
Lisa Origliasso nació el 25 de diciembre de 1984, en Albany Creek, Queensland, Australia. Creció en Brisbane, Australia, junto a su hermana gemela Jessica Louise Origliasso. A temprana edad mostró interés por la música y la actuación, ella y su hermana Jess, participaron con pequeños papeles en shows locales de televisión; más tarde comienzan a tocar música y se dan a conocer simplemente como "Lisa and Jessica". Después cambian el nombre de su grupo a "Teal" y ahora son conocidas como "The Veronicas" junto con sus músicos George "Jungle George" (guitarra), Mike Sherman (bajo) y Vik "Vikki" Foxx (batería).
ambas eran muy niñas
Su película preferida es Le Seigneur des anneaux y sus grupos favoritos son: Muse, The Used y The Rasmus.
Lisie reside actualmente en Los Ángeles, Estados Unidos.
En marzo del 2010, Origliasso terminó su compromiso con el actor y cantante australiano Dean Geyer.

## Su banda The Veronicas
The Veronicas es la banda creada en Australia de pop rock, por ella, Lisa Marie y su hermana Jessica Louise Origliasso, quienes son de ascendencia siciliana.
En 2004 fueron elegidas por Warner Bros./Reprise para firmar un contrato con el sello discográfico Sire Records bajo la suma rebelada de 10 millones de dólares.

### Su primer álbum
Su álbum debut, titulado The Secret Life of..., se lanzó en Australia el 17 de octubre de 2005, alcanzando la posición #7 en la ARIA Álbum charts. Desde entonces, llegó a alcanzar el #2 y ha conseguido cuatro discos de platino. Debido al éxito del álbum, en Australia se lanzaron cinco singles.
Además de ser co-autoras de sus propias canciones, Lisa y Jess colaboran con otros artistas, incluyendo a t.A.T.u. ("All About Us") y a los ganadores de la versión australiana de American Idol. También han incursionado en el modelaje, son la imagen de Choice Calvin Klein y de la compañía australiana de productos para el cabello nu:u. Lisa y Jessica cantan el tema principal de la serie estadounidense de televisión Related. Ellas aparecen con su banda en un episodio que salió al aire el 6 de febrero de 2006.
En marzo de 2006, 4ever, su single debut, formó parte del soundtrack oficial de la película She's the Man, protagonizada por Amanda Bynes.
El nombre está inspirado en el personaje de Veronica Lodge (conocida en los países hispanoparlantes como "Verónica del Valle") de las tiras cómicas de Archie. Cuando Archie Comics supo de la existencia del dúo, las demandaron por infracción de una marca registrada. Al final, llegaron a un acuerdo promocional, en el que ambas partes resultarían beneficiadas.
El grupo obtuvo una prominente aparición en el cómic de su homónima Veronica, mientras tanto, Archie Comics multiplicó sus ventas; éste fue el resultado del acuerdo: la publicación (#167) contenía una tarjeta de colección la cual incluía un código para descargar 4ever en formato MP3.
Pocos meses después, en la publicación #100 de "Archie y sus amigos", The Archies conocen a The Veronicas. El grupo también aparece en la siguiente edición (#101), junto a Archie, -quien según la historieta- es su más grande admirador.

### Su segundo álbum
El 3 de noviembre de 2007 han sacado en Australia su segundo disco, llamado "Hook me Up", nombre también del primer single que sacaron en agosto de 2006. Los títulos de las canciones son los siguientes:
- Untouched
- Hook Me Up
- This Is How It Feels
- This Love
- I Can't Stay Away
- Take Me On The Floor
- I Don't Wanna Wait
- Popular
- Revenge Is Sweeter [Than You Ever Were]
- Someone Wake Me Up
- All I Have
- In Another Life
- Hook Me Up Album Track by Track (Exclusive Interview)

También contando con algunos b-sides como "Everything", "Insomnia" y "Hollywood".
También sacaron el CD Hook Me Up en Reino Unido en el 2009, con una canción nueva llamada "Change The World" y una nueva versión de "4ever".

## Su carrera como actriz
- "Dancing with the Stars" (2009)
- "Loose Women" (2009)
- "Sensación de vivir: La nueva generación" (2009)
- "The Merrick & Rosso Show" (2008)
- "Thank God You're Here" (2007)
- "Hotel, dulce hotel - las aventuras de Zack y Cody" (2007)
- "Dancing with the Stars" (2006)
- "Rove Live" (2006)
- "Beautiful People" (2006)
- "60 Minutes" (2006)
- "Sunrise" (2006)
- "Total Request Live" (2005)
- "Making the Video" (2005)
- "Cybergirl" (2001-2002)[1]